# Clive Langer
Clive Langer (* 19. Juni 1954 in Hampstead) ist ein britischer Gitarrist, Produzent und Komponist.

## Leben
Clive Langer wurde 1954 als Sohn eines vor der Judenverfolgung geflohenen polnischen Judens in London geboren. Seine Eltern hatten sich während ihres Dienstes für die Royal Air Force kennen gelernt. Nach seiner Schulzeit in London wechselte Langer für sein Musikstudium an die Kunsthochschule Canterbury, an der Ian Dury Dozent war.
Seit 1974, inzwischen Student an der Kunsthochschule Liverpool, war Langer Mitglied der zwischen Pub Rock und Punk angesiedelten Band Deaf School, die von Ian Dury inspiriert waren.
Im Studio am Mischpult machte er sich in den 1980er Jahren einen Namen vor allem als Produzent von Madness, Ex-Deaf-School-Sängerin Bette Bright und anderer Stiff-Records- und Radar-/F-Beat-Records-Künstler. Fast immer hatte Langer dabei Alan Winstanley zum Partner; als Produzenten-Duo waren sie unter dem Kürzel Clanger/Winstanley bekannt. Zusammen produzierten sie später Künstler wie Elvis Costello, Morrissey, Bush, They Might Be Giants, Lloyd Cole & the Commotions, Sandie Shaw, oder auch für David Bowie & Mick Jagger den Nummer-eins-Hit „Dancing in the Street“ (1985).
1980 veröffentlichte Langer unter dem Bandnamen Clive Langer & the Boxes das Album Splash (mit James Eller, Bass; Martin Hughes, Schlagzeug; und Ben Barson, einem Ex-Deaf School-Kumpel und Bruder von Madness-Keyboarder Mike Barson, an den Keyboards); eine Single-Auskopplung von der LP war der Womack/Womack-Standard It’s All Over Now.
Gemeinsam mit Elvis Costello schrieb Langer den Anti-Falklandkriegs-Song „Shipbuilding“, einen Hit, der mit zwei verschiedenen Interpreten in die britischen Singlecharts einstieg: Robert Wyatt (Platz 35, 1983) und Tasmin Archer (Platz 40, 1994).
Langer schrieb auch die Musik zu den Filmen Still Crazy (1998) und Brothers of the Head (2006).

## Diskografie

### AlsClive Langer & The Boxes
- 1979: I Want the Whole World (EP)
- 1980: Splash (Album)
- 1980: It’s All Over Now (Single)
- 1988: Hope, Honour, Love (Album, Kompilation von „Splash“, EP- und Single-Tracks)

### Als Produzent (mit Alan Winstanley – Auswahl)
- 1980: Absolutely, Madness (Stiff)
- 1981: Seven, Madness (Stiff)
- 1982: Rhythm Breaks the Ice, Bette Bright/Illuminations (Korova)
- 1982: Too-Rye-Ay, Dexy’s Midnight Runners (Mercury)
- 1982: Rise and Fall, Madness (Stiff)
- 1983: Punch the Clock, Elvis Costello (Columbia)
- 1984: Goodbye Cruel World, Elvis Costello (Columbia)
- 1985: Don’t Stand Me Down, Dexy’s Midnight Runners (Mercury)
- 1985: Mad Not Mad, Madness (Geffen)
- 1985: Easy Pieces, Lloyd Cole & the Commotions (Geffen)
- 1986: What Price Paradise, China Crisis (A&M)
- 1987: Uptown, Neville Brothers (EMI)
- 1988: People, Hothouse Flowers (London)
- 1989: Trade Secrets With the Moon, The Adventures (Elektra)
- 1990: The Jeremy Days, The Jeremy Days (Polydor)
- 1991: Kill Uncle, Morrissey (Reprise)
- 1993: Before and After, Tim Finn (Capitol)
- 1994: Sixteen Stone, Bush (Elektra)
- 1995: Frestonia, Aztec Camera (Reprise)
- 1998: Hope and Dream Explosion, Drill Team (Reprise)
- 1999: Wonderful, Madness (Virgin)
- 1999: The Science of Things, Bush (Trauma)
- 2001: Paper Scissors Stone, Catatonia (Blanco Y Negro)
- 2001: Mink Car, They Might Be Giants (Restless)
- 2002: Lifelines, a-ha (WEA)
- 2009: The Liberty of Norton Folgate, Madness (Lucky Seven)